# 紀聖珐
紀聖珐（1993年8月21日—），台灣職業男子五人制足球運動員，現效力於中國足球協會室內五人制足球超級聯賽寧波勇虎足球俱樂部。曾效力於珠三角職業足球超級聯賽江門千色花隊及五超聯賽深圳南嶺鐵狼足球俱樂部。

## 球員生涯
紀聖珐就讀清江國小六年級時開始接觸足球，並一路參與足球校隊。升上北投國中後於2008年贏得全國聯賽國中組冠軍，高中時則先後贏得2009年全國聯賽高中組冠軍、2010年全國聯賽高中組冠軍及2011年全國聯賽高中組冠軍。
2010年，加盟珠三角職業足球超級聯賽江門千色花隊。翌年贏得2011－2012珠超賽季冠軍，並獲得最佳新人獎。
2013年，他前往西班牙的拉科魯尼亞俱樂部測試並接受兩個月的訓練，沒能順利在西班牙爭取到一紙合約，2013－2014珠超賽季贏得冠軍，個人獲得金靴獎，並入選最佳陣容。珠超賽季結束後，又替台北市隊贏得海峽五人制足球超級聯賽冠軍。　
2014－2015珠超賽季，江門千色花獲得亞軍，紀聖珐個人以31顆進球獲得金靴獎，其中包括單場14球的表現。
2016年1月，紀聖珐與中國足球協會室內五人制足球甲級聯賽深圳南嶺鐵狼足球俱樂部簽下5年合約。2018年10月，因五甲聯賽改制五超聯賽並將台灣球員視作亞洲外援，被伊朗選手頂替後，返回台灣。
2018年，效力中華五人制足球聯賽台北Okane隊。
2019年，重返五超聯賽，加入寧波邦德隊。
2022年，助中國五超聯賽寧波慈溪觀海衛拿下亞軍，並寫下隊史最佳。。

## 國際賽事
2013年作為五人制代表隊出戰亞洲錦標賽東亞資格賽並在4場資格賽中進了7球，幫助球隊進入決賽圈。
2017年參加亞洲室內運動會。
2018年亞洲盃中華台北五人制足球錦標賽。
2022年亞洲盃科威特五人制足球錦標賽。